# Adrodamaeus haradai
Adrodamaeus haradai är en kvalsterart som först beskrevs av Aoki 1984.  Adrodamaeus haradai ingår i släktet Adrodamaeus och familjen Gymnodamaeidae. Inga underarter finns listade i Catalogue of Life.